# Christian Adolf Wilhelm Pilgrim
Christian Adolf Wilhelm Pilgrim (* 21. September 1785 in Königsborn bei Unna; † 6. September 1856 in Dortmund) war ein preußischer Beamter und Landrat der Kreise Medebach, Eslohe und Dortmund.

## Werdegang
Adolfs Vater, Johann Heinrich Pilgrim, war preußischer Salinenbeamter bei der Saline Königsborn. Pilgrim besuchte von 1804 bis 1806 die Universitäten in Duisburg und Münster. Anschließend wurde er Auskultator bei der Regierung in Münster. Ab 1808 arbeitete Pilgrim als Gerichtsreferendar in Hamm und wurde 1812 Bürochef bei der Generalforstadministration in Düsseldorf. Im Jahr 1815 wurde er erster Sekretär beim Verwaltungsbüro der Landesdirektion in Dortmund. Ein Jahr später wurde er zum Regierungsassessor bei der Bezirksregierung Arnsberg ernannt. Mit der königlichen Kabinettsorder vom 8. Juni 1817 wurde er zum ersten Landrat des Kreises Medebach ernannt. Nach der Auflösung des Kreises 1819 wurde er Landrat des neugebildeten Kreises Eslohe. Aber Pilgrim nahm seinen Amtssitz in Meschede ein. Im Jahr 1833 wurde er zum Landrat des Kreises Dortmund gewählt. Verheiratet war Pilgrim mit Berta Freifrau von Plettenberg, die 1825 in Meschede verstarb. Mit ihr hatte er drei Töchter und zwei Söhne. Einer von ihnen war der Regierungspräsident und Abgeordnete Adolf von Pilgrim.